# 栗原神社 (座間市)

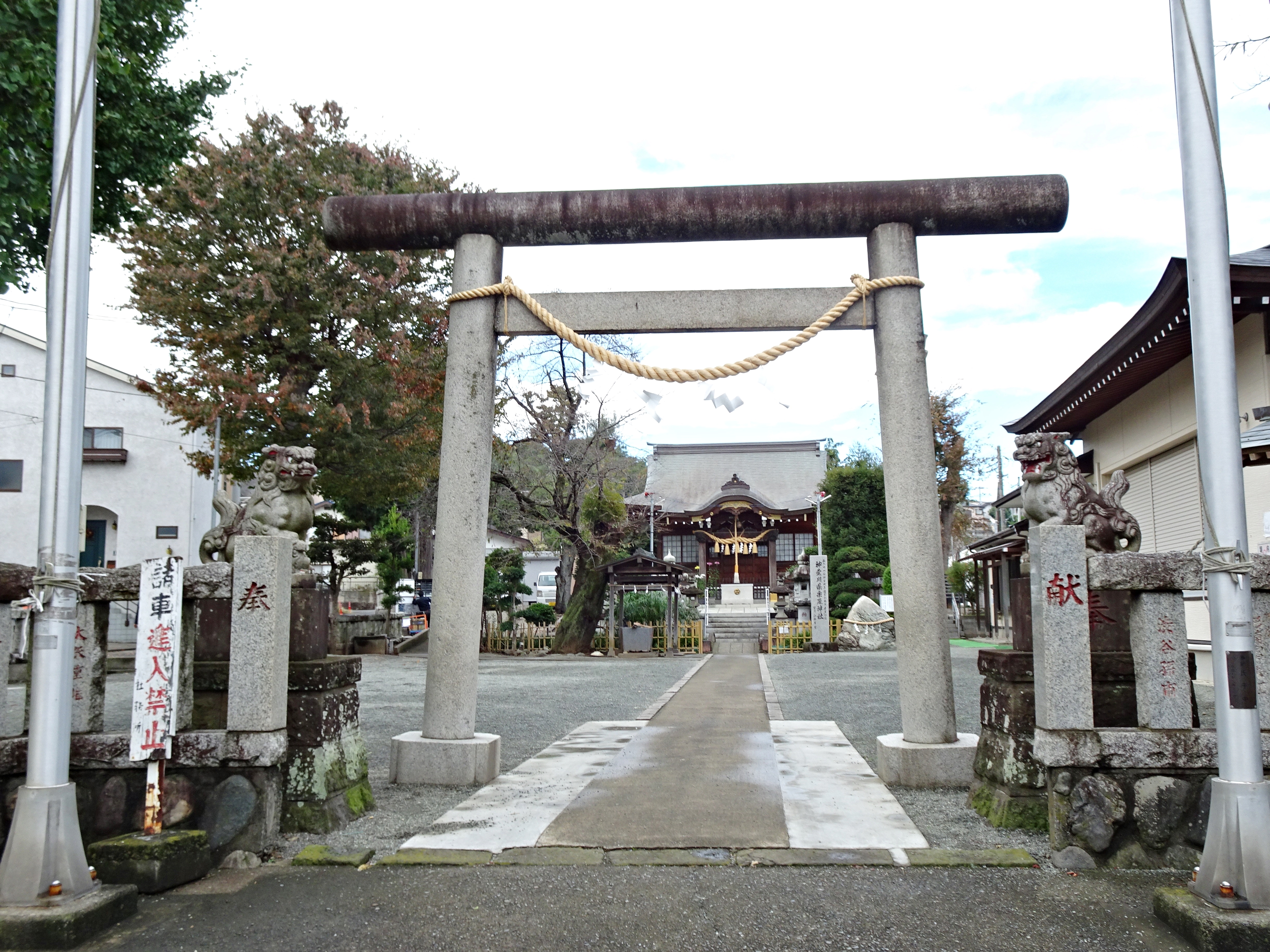
栗原神社鳥居

栗原神社（くりはらじんじゃ）は、神奈川県座間市栗原中央にある神社。

## 由緒
中栗原の豪農・大矢家の先祖が天正元年（1573年）に王子大権現を勧請して祀ったのが始まりとされる。以来、王子権現社として地域の信仰を集めていたが、1873年（明治6年）に地域の絹張社・握財社・山王社・若宮社・龍蔵社が合祀されるとともに栗原地区の総鎮守となって、栗原神社と名を改めた。

### 近代
江戸時代からこの地域には祭囃子として下町囃子が伝えられていたが、1902年（明治35年）頃になって栗原地区に現在の綾瀬市早川から新たな祭囃子が導入された。これは現在まで伝わって、毎年9月の例祭で披露されており、1968年（昭和43年）市指定重要文化財に指定された。また、境内にあるシラカシは樹齢500年前後と言われる大木で、1978年（昭和53年）に市の天然記念物に指定されている。 
2013年（平成25年）3月7日未明、放火によって社務所や神楽殿が全焼し、神社の由来を記した古文書「栗原寺社村鏡」の写本なども焼失した。

## 祭神
- 豊受大神
- 天御柱命
- 稚日留女命
- 道反大神
- 国御柱命